# Farkadona
Farkadona (gr. Φαρκαδόνα) – miejscowość w Grecji, w administracji zdecentralizowanej Tesalia-Grecja Środkowa, w regionie Tesalia, w jednostce regionalnej Trikala. Siedziba gminy Farkadona. W 2011 roku liczyła 2052 mieszkańców.